# 徐正協
徐正協（韓語：서정협，1965年1月3日－），韓國首爾特別市廳公務人員，曾任首爾特別市行政第一副市長及代理市長。

## 簡歷
徐正協在1965年1月生於慶尚南道蔚山，於蔚山鶴城高等學校高中畢業後，赴首爾升讀大學，並於首爾大學取得國際經濟學學士學位，以及在韓國放送通訊大學取得英語學士學位。此後，他繼續升學深造，在首爾大學及哈佛大學皆取得行政學碩士學位。
1991年，徐正協於第35屆行政考試中合格，開始擔任公務人員，在1996年轉到首爾市廳工作後，其後一直在首爾特別市廳任公職。在擔任首爾市廳公務員期間，他曾擔任過清溪川慶典推進班長、DMC擔當官、創意革新擔當官、媒體擔當官、行政課長（3級）、旅遊政策官、政策企劃官、朴元淳市長祕書室長（2級）、市民溝通企劃官等職位。
2017年7月，徐正協晉升為1級公務員，調任首爾市文化本部長，2019年5月調任首爾市核心要職企劃調整室長。2020年1月，原任行政第一副市長姜泰雄為參加第21屆國會議員選舉而辭職，徐正協升任首爾特別市行政第一副市長。
2020年7月初，時任首爾市長朴元淳曾公佈將首爾市副市長數量由三個增加至五個的計劃，徐正協的職位預計會改名為市民生活副市長（시민생활부시장）。然而，在三日後朴元淳自殺身亡，徐正協隨即按照總統令規定的順序，以行政第一副市長身份代理首爾特別市長一職。徐正協的代理市長維持九個月，至2021年4月的首爾市長、釜山市長及國會議員補選為止，是歷屆任期最長的代理首爾市長。
徐正協在任代理首爾市長期間，落實了光化門廣場改造工程，以及與大韓航空達成出售地皮的協議，推進將松峴洞地皮改造為文化公園的計劃，結束市政府與大韓航空近12年的爭拗。由於其市長任期為代理性質，因而曾引起意見認為他越權，但徐正協基於施政不能停止及代理時間較長的因素，而繼續推進政策。
2021年4月8日，在吳世勳就任新任首爾市長後，他與其餘兩名副市長請辭，並等待新人事案獲總統通過後離職。同月23日，他與行政第二副市長金鶴鎮在舉辦離任儀式後正式離任。

## 學歷
- 鶴城高等學校（朝鲜语：학성고등학교）高中畢業
- 首爾大學國際經濟學學士
- 韓國放送通訊大學英語學士
- 首爾大學行政學碩士
- 哈佛大學行政學碩士
- 首爾市立大學城市行政學博士班（準博士）